# 정판국
정판국(鄭判局, 1927년~1988년 2월 3일)은 대한민국의 정치인이다. 제8대 국회의원을 지냈다.

## 학력
- 고려대학교 정치학과 3년 중퇴(1950년)
- 국학대학교 법학과 학사 졸업(1955년)
- 대한민국 국방대학교 행정학사 1기(1956년)
- 고려대학교 경영대학원 경영학 석사(1958년)

## 경력
- 민주국민당 청년국 국장
- 4H구락부 서울특별시 지도위원장
- 한국학사회 이사장
- 조선대학교 공과대학 공업경영학과 강사
- 전주대학교 행정학과 초빙교수
- 전남청년협의회 회장

## 역대 선거 결과
| 실시년도 | 선거   | 대수 | 직책     | 선거구      | 정당       | 득표수   | 득표율          | 순위 | 당락 | 비고 |
| -------- | ------ | ---- | -------- | ----------- | ---------- | -------- | --------------- | ---- | ---- | ---- |
| 1971년   | 총선   | 8대  | 국회의원 | 전남 신안군 | 민주공화당 | 25,549표 | \| \| 48.84% \| | 1위  |      | 초선 |
|          | 48.84% |      |          |             |            |          |                 |      |      |      |